# Seznam medailistů na halovém mistrovství světa v běhu na 60 m

## Muži
| Rok  | Místo        | Zlato                            | Výkon vítěze                     | Stříbro                          | Bronz                            |
| ---- | ------------ | -------------------------------- | -------------------------------- | -------------------------------- | -------------------------------- |
| 1985 | Paříž        | Ben Johnson                      | 6,62                             | Sam Graddy                       | Ronald Desruelles                |
| 1987 | Indianapolis | Lee McRae                        | 6,50                             | Mark Witherspoon                 | Pierfrancesco Pavoni             |
| 1989 | Budapešť     | Andrés Simón                     | 6,52                             | John Myles-Mills                 | Pierfrancesco Pavoni             |
| 1991 | Sevilla      | Andre Cason                      | 6,54                             | Linford Christie                 | Chidi Imo                        |
| 1993 | Toronto      | Bruny Surin                      | 6,50                             | Frankie Fredericks               | Talal Mansour                    |
| 1995 | Barcelona    | Bruny Surin                      | 6,46                             | Darren Braithwaite               | Robert Esmie                     |
| 1997 | Paříž        | Harálabos Papadiás               | 6,50                             | Michael Green                    | Davidson Ezinwa                  |
| 1999 | Maebaši      | Maurice Greene                   | 6,42                             | Tim Harden                       | Jason Gardener                   |
| 2001 | Lisabon      | Tim Harden                       | 6,44                             | Tim Montgomery                   | Mark Lewis-Francis               |
| 2003 | Birmingham   | Justin Gatlin                    | 6,46                             | Kim Collins                      | Jason Gardener                   |
| 2004 | Budapešť     | Jason Gardener                   | 6,49                             | Shawn Crawford                   | Georgios Theodoridis             |
| 2006 | Moskva       | Leonard Scott                    | 6,50                             | Andrej Jepišin                   | Terrence Trammell                |
| 2008 | Valencie     | Olusoji Fasuba                   | 6,51                             | Dwain Chambers Kim Collins       | -----------                      |
| 2010 | Dauhá        | Dwain Chambers                   | 6,48                             | Michael Rodgers                  | Daniel Bailey                    |
| 2012 | Istanbul     | Justin Gatlin                    | 6,46                             | Nesta Carter                     | Dwain Chambers                   |
| 2014 | Sopoty       | Richard Kilty                    | 6,49                             | Marvin Bracy                     | Femi Ogunode                     |
| 2016 | Portland     | Trayvon Bromell                  | 6,49                             | Asafa Powell                     | Ramon Gittens                    |
| 2018 | Birmingham   | Christian Coleman                | 6,37 – RHMS                      | Su Bingtian                      | Ronnie Baker                     |
| 2020 | Nanking      | zrušeno kvůli pandemii covidu-19 | zrušeno kvůli pandemii covidu-19 | zrušeno kvůli pandemii covidu-19 | zrušeno kvůli pandemii covidu-19 |
| 2022 | Bělehrad     | Marcell Jacobs                   | 6,41                             | Christian Coleman                | Marvin Bracy                     |
| 2024 | Glasgow      | Christian Coleman                | 6,41                             | Noah Lyles                       | Ackeem Blake                     |
| 2025 | Nanking      | Jeremiah Azu                     | 6,49                             | Lachlan Kennedy                  | Akani Simbine                    |

## Ženy
| Rok  | Místo        | Zlato                            | Výkon vítěze                     | Stříbro                          | Bronz                            |
| ---- | ------------ | -------------------------------- | -------------------------------- | -------------------------------- | -------------------------------- |
| 1985 | Paříž        | Silke Gladischová                | 7,20                             | Heather Oakesová                 | Christelle Bulteauová            |
| 1987 | Indianapolis | Nelli Coomanová                  | 7,08                             | Anelia Nuněvová                  | Angela Baileyová                 |
| 1989 | Budapešť     | Nelli Coomanová                  | 7,05                             | Gwen Torrenceová                 | Merlene Otteyová                 |
| 1991 | Sevilla      | Irina Privalovová                | 7,02                             | Merlene Otteyová                 | Liliana Allenová                 |
| 1993 | Toronto      | Gail Deversová                   | 6,95 – RHMS                      | Irina Privalovová                | Žanna Tarnopolská                |
| 1995 | Barcelona    | Merlene Otteyová                 | 6,97                             | Melanie Paschkeová               | Carlette Guidryová               |
| 1997 | Paříž        | Gail Deversová                   | 7,06                             | Chandra Sturrupová               | Frederique Bangueová             |
| 1999 | Maebaši      | Ekaterini Thanouová              | 6,96                             | Gail Deversová                   | Philomena Mensahová              |
| 2001 | Lisabon      | Chandra Sturrupová               | 7,05                             | Angela Williamsová               | Chryste Gainesová                |
| 2003 | Birmingham   | Žanna Blocková                   | 7,04                             | Angela Williamsová               | Torri Edwardsová                 |
| 2004 | Budapešť     | Gail Deversová                   | 7,08                             | Kim Gevaertová                   | Julija Něstěrenková              |
| 2006 | Moskva       | Me'Lisa Barberová                | 7,01                             | Lauryn Williamsová               | Kim Gevaertová                   |
| 2008 | Valencie     | Angela Williamsová               | 7,06                             | Jeanette Kwakyeová               | Tahesia Harriganová              |
| 2010 | Dauhá        | Veronica Campbellová-Brownová    | 7,00                             | LaVerne Jonesová-Ferretteová     | Carmelita Jeterová               |
| 2012 | Istanbul     | Veronica Campbellová-Brownová    | 7,01                             | Murielle Ahouréová               | Tianna Madisonová                |
| 2014 | Sopoty       | Shelly-Ann Fraserová-Pryceová    | 6,98                             | Murielle Ahouréová               | Tianna Bartolettaová             |
| 2016 | Portland     | Barbara Pierreová                | 7,02                             | Dafne Schippersová               | Elaine Thompsonová               |
| 2018 | Birmingham   | Murielle Ahouréová               | 6,97                             | Marie-Josée Ta Louová            | Mujinga Kambundjiová             |
| 2020 | Nanking      | zrušeno kvůli pandemii covidu-19 | zrušeno kvůli pandemii covidu-19 | zrušeno kvůli pandemii covidu-19 | zrušeno kvůli pandemii covidu-19 |
| 2022 | Bělehrad     | Mujinga Kambundjiová             | 6,96                             | Mikiah Briscoová                 | Marybeth Sant-Priceová           |
| 2024 | Glasgow      | Julien Alfredová                 | 6,98                             | Ewa Swobodová                    | Zaynab Dossová                   |
| 2025 | Nanking      | Mujinga Kambundjiová             | 7,04                             | Zaynab Dossová                   | Patrizia van der Wekenová        |